# Elkalyce heerii
Elkalyce heerii är en fjärilsart som beskrevs av Grinnel. Elkalyce heerii ingår i släktet Elkalyce och familjen juvelvingar. Inga underarter finns listade i Catalogue of Life.